# Paul Kletzki

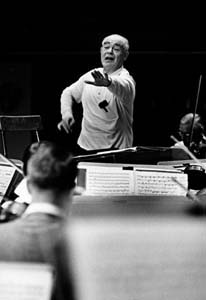
Paul Kletzki (1965)

Paul Kletzki, auch Paul Klecki (geb. 21. März 1900 in Łódź, Russisches Kaiserreich; gest. 5. März 1973 in Liverpool), war ein Schweizer Dirigent und Komponist polnischer Herkunft.

## Leben und Werk
Geboren als Paweł Klecki (die deutsche Schreibweise nahm er erst später an) in einer jüdischen Familie, spielte bereits der Vierzehnjährige ab 1914 als Violinist im Sinfonieorchester seiner Geburtsstadt. An der Musikakademie Warschau studierte er bei Emil Młynarski (Violine) und Juliusz Wertheim (Komposition). 1920/21 kämpfte er im Polnisch-Sowjetischen Krieg. Zu Beginn der 1920er Jahre übersiedelte er nach Berlin, um dort seine Studien an der Hochschule für Musik abzuschliessen, und wirkte in den folgenden Jahren als Dirigent und Komponist. Wilhelm Furtwängler und Arturo Toscanini nahmen Werke Kletzkis ins Programm, 1926 spielte das Pozniak-Trio den 3. Satz aus seinem Trio op. 16 bei der Deutsche Grammophon ein. Furtwängler lud ihn ausserdem ein, die Berliner Philharmoniker zu dirigieren, hier dirigierte Kletzki im November 1928 neben anderen Werken die Berliner Erstaufführung seines Violinkonzerts G-Dur mit dem Solisten Georg Kulenkampff und im März 1933 ein reines Beethoven-Programm. Vor dem wachsenden Antisemitismus der Nationalsozialisten musste Kletzki 1933 aus Deutschland emigrieren. Über Venedig kam er nach Mailand, dort unterrichtete er von 1935 bis 1937 an der Scuola Superiore di Musica Komposition. 1937 bis 1938 war er als Chefdirigent in Charkow tätig (wo er vor den «Säuberungen» Stalins abermals flüchtete). Zurückgekehrt nach Mailand, flüchtete er vor den italienischen Faschisten 1939 schliesslich in die Schweiz (1928 hatte Kletzki die Schweizerin Hildegard Woodtli geheiratet). Zahlreiche Mitglieder seiner Familie, unter anderem die Eltern und seine Schwester, wurden Opfer des Holocaust. 
Nach dem Zweiten Weltkrieg arbeitete Kletzki international als Gastdirigent. 1947 nahm er die schweizerische Staatsbürgerschaft an. 1954 wurde er Leiter des Liverpool Philharmonic Orchestra, von 1958 bis 1962 war er Chefdirigent des Dallas Symphony Orchestra in Texas, danach dirigierte er das Berner Symphonie-Orchester. Von 1967 bis 1970 leitete er als Nachfolger von Ernest Ansermet das Orchestre de la Suisse Romande.
Als Dirigent setzte sich Kletzki unter anderem für das Werk von Gustav Mahler und Jean Sibelius ein. 
Kletzki komponierte unter anderem drei Sinfonien (die 3. mit dem Titel «In Memoriam» entstand 1939), eine Sinfonietta für Streicher, zwei Streichquartette, weitere Kammermusik und Lieder. Nach dem Krieg verloren geglaubt, wurde Kletzkis kompositorischer Nachlass erst nach seinem Tod wiederentdeckt.